# Dynamite (chanson de Taio Cruz)
Pour les articles homonymes, voir Dynamite (homonymie).
Singles de Taio Cruz
Dirty Picture
(2010) Second Chance
(2010)
Dynamite est une chanson par le chanteur britannique Taio Cruz. Il est issu de son second album, Rokstarr mais également de sa première compilation The Rokstarr Collection.

## Liste des pistes
- CD single au Royaume-Uni

1. Dynamite - 3:24
2. Dynamite (Ralphi Rosario Club Remix) – 8:03
3. Dynamite (Mixin Marc Club Remix) – 5:34
4. Dynamite (Stonebridge Club Remix) – 7:20

- CD single 2 au Royaume-Uni

1. Dynamite - 3:24
2. Dynamite (Mixin Marc Radio Mix) – 3:34

## Classements et certifications
| Classement (2010-2011)                  | Meilleure position |
| --------------------------------------- | ------------------ |
| Australie (ARIA)                        | 1                  |
| Autriche (Ö3 Austria Top 40)            | 2                  |
| Belgique (Flandre Ultratop 50 Singles)  | 6                  |
| Belgique (Wallonie Ultratop 50 Singles) | 1                  |
| Canada (Hot 100)                        | 1                  |
| Tchéquie (IFPI Rádio)                   | 5                  |
| Danemark (Tracklisten)                  | 12                 |
| Europe (Hot 100)                        | 3                  |
| Finlande (Suomen virallinen lista)      | 7                  |
| France (SNEP)                           | 5                  |
| Allemagne (Media Control AG)            | 3                  |
| Allemagne German Airplay Chart          | 7                  |
| Hongrie (Rádiós Top 40)                 | 9                  |
| Irlande (IRMA)                          | 1                  |
| Pays-Bas (Nederlandse Top 40)           | 3                  |
| Nouvelle-Zélande (RMNZ)                 | 1                  |
| Norvège (VG-lista)                      | 4                  |
| Pologne (Classement Airplay)            | 5                  |
| Pologne (Dance Top 50)                  | 31                 |
| Slovaquie (IFPI Rádio)                  | 2                  |
| Espagne (PROMUSICAE)                    | 22                 |
| Suède (Sverigetopplistan)               | 9                  |
| Suisse (Schweizer Hitparade)            | 3                  |
| Royaume-Uni (UK R&B Chart)              | 1                  |
| Royaume-Uni (UK Singles Chart)          | 1                  |
| États-Unis (Hot 100)                    | 2                  |
| États-Unis (Dance Club Songs)           | 1                  |
| États-Unis (Pop Airplay)                | 1                  |
| États-Unis (Adult Contemporary)         | 15                 |

| Classement (2010)                | Position |
| -------------------------------- | -------- |
| Allemagne                        | 22       |
| Australie                        | 3        |
| Canada                           | 4        |
| États-Unis (Hot 100)             | 9        |
| États-Unis (Hot Dance Club Play) | 15       |
| Europe (Hot 10)                  | 20       |
| Pays-Bas                         | 48       |
| Royaume-Uni                      | 17       |
| Classement (2011)                | Position |
| Australie                        | 81       |
| États-Unis (Hot 100)             | 44       |

| Pays             | Certification |
| ---------------- | ------------- |
| Australie        | 7 × Platine   |
| Autriche         | Platine       |
| Danemark         | Or            |
| Allemagne        | Or            |
| Nouvelle-Zélande | Platine       |
| Suède            | Platine       |
| Suisse           | Or            |
| États-Unis       | 5 × Platine   |

## Radio et historique de sortie

### Date de sortie radio
| Pays        | Date            | Format      |
| ----------- | --------------- | ----------- |
| États-Unis  | 1er juin 2010   | Top 40      |
| Royaume-Uni | 16 juillet 2010 | Urban radio |

### Historique de sortie
| Pays        | Date            | Format                 | Label           |
| ----------- | --------------- | ---------------------- | --------------- |
| Allemagne,  | 30 juillet 2010 | Téléchargement digital | Universal Music |
| Italie      | 30 juillet 2010 | Téléchargement digital | Universal Music |
| Suisse      | 30 juillet 2010 | Téléchargement digital | Universal Music |
| Pays-Bas    | 6 août 2010     | Téléchargement digital | Universal Music |
| Allemagne   | 20 août 2010    | CD single              | Universal Music |
| Royaume-Uni | 23 août 2010    | Digital download       | Island Records  |
| Royaume-Uni | 24 août 2010    | CD single              | Island Records  |